# Idioma tłįchǫ
El Idioma Tlicho, originalmente Tłı̨chǫ Yatıì (AFI: [tɬʰĩtʃʰõ jatʰîː]) o lengua Dogrib, es una lenguas atabascana de Canadá noroccidental perteneciente a un subgrupo filogenético de las lenguas atabascanas septentrionales hablada por el pueblos originario Tłı̨chǫ de los Territorios del Noroeste de Canadá. Según Statistics Canada, en 2011, había 2080 personas que lo hablaban. En 2016 había 1735 personas que hablaban el idioma. En 2021, había 2140 personas que tenían conocimiento sobre el idioma, mientras 1390 personas lo tenían como lengua materna.

## Ubicación
Las tierras Tłı̨chǫ se encuentran al este del río Mackenzie (Deh Cho) entre el Gran Lago de los Esclavos (Tıdeè) y el Lago Gran Oso (Sahtu) en los Territorios del Noroeste. Hay cuatro comunidades principales que hablan el idioma: Gamèti (antes Rae Lakes), Behchokǫ̀ (antes Rae-Edzo), Wekweètì (antes Snare Lakes) y Whatì (antes Lac La Martre). De una población aproximada de 2650 según lo registrado en el censo de 2021. Sin embargo, el idioma ha experimentado una disminución en el número de hablantes de lengua materna, por lo que se incluye en la lista de lenguas en peligro de extinción.
Según el Proyecto de Lenguas en Peligro, aproximadamente 1350 personas hablan el idioma en casa. Los hablantes suelen hablar inglés con fluidez.

## Historia
Tłıchǫ Yatıì era tradicionalmente sólo una lengua oral. Fue una de las muchas lenguas indígenas canadienses afectadas por el sistema de escuelas residenciales indias canadienses. A través de la Ley de América del Norte Británica de 1867 y la Ley de los Indios de 1876. En la década de 1920, estas escuelas se volvieron obligatorias para todos los niños indígenas. En estas escuelas no se permitía hablar lenguas indígenas desde finales del siglo XIX. La última de las escuelas residenciales cerró en 1996. Estas escuelas contribuyeron en gran medida al cambio lingüístico desde las lenguas indígena, hacia el inglés.
En 1992, se publicó la primera edición del Tłıchǫ Yatıì Enįhtł'è - Un diccionario Dogrib que proporcionó al pueblo Tłıchǫ una base de datos de palabras y ortografía. Esto despertó el interés de los miembros de la comunidad y se convirtió en el primer paso en los esfuerzos de revitalización.

## Esfuerzos de revitalización
En 2005, el pueblo Tłıchǫ firmó un acuerdo con el gobierno de Canadá para tener un autogobierno. Esto permitió priorizar la preservación de su lengua, cultura y forma de vida. Desde su implementación, el Gobierno Tłıchǫ ha estado trabajando arduamente para ayudar a las generaciones más jóvenes a aprender el idioma declarando como uno de los dos idiomas oficiales del Gobierno Tłıchǫ. Los esfuerzos de revitalización incluyen colocar carteles en Tłıchǫ Yatıì, crear programas en la tierra y ofrecer clases para los miembros de la comunidad.
Tłı̨chǫ Yatıì es una de las nueve lenguas indígenas oficiales de los Territorios del Noroeste (NWT) de Canadá. Debido a su estatus oficial, el departamento de Educación, Cultura y Empleo del Territorio del Noroeste ha estado monitoreando el idioma a través de la Secretaría de Educación y Lenguas Indígenas desde 2014. Este departamento está dedicado a la revitalización de las lenguas oficiales en los Territorios del Noroeste y tiene políticas que garantizan el uso y crecimiento continuo de las lenguas indígenas. Según el Informe Anual sobre Idiomas Oficiales 2018-2019, el Gobierno de Tłı̨chǫ ha realizado múltiples esfuerzos de revitalización. Algunos de los cuales incluyen una narración nocturna de cuentos para ancianos que se realiza semanalmente, la transcripción y traducción de materiales para las clases, la creación de una estación de radio y la celebración de clases comunitarias en ese idioma, que ahora incluyen clases de inmersión en los grados K-7. Además de los esfuerzos locales, la Ley de Idiomas Oficiales  garantiza que se utilicen en la prestación de servicios gubernamentales.

## Dialectos
Los Yellowknives Dene hablan un dialecto de Tłı̨chǫ llamado Wıı̀lıı̀deh Yatıı̀. Este dialecto surgió cuando los hablantes de chipewyan comenzaron a hablar tłı̨chǫ después de 1829 e incorporaron algunas palabras y gramática chipewyan.

## Fonología

### Consonantes
Las consonantes de Tłıchǫ Yatıì en la ortografía estándar se enumeran a continuación (con notación IPA entre paréntesis):
|             |              | Labial  | Alveolar  | Alveolar  | Alveolar  | Postalveolar | Velar   | Velar     | Glotal |
| plain       | sibilant     | Labial  | lateral   | plain     | labial    | Postalveolar |         |           | Glotal |
| ----------- | ------------ | ------- | --------- | --------- | --------- | ------------ | ------- | --------- | ------ |
| Nasal       | plain        | m ⟨m⟩   | n ⟨n⟩     |           |           |              |         |           |        |
| Oclusiva    | prenasalized | ᵐb ⟨mb⟩ | ⁿd ⟨nd⟩   |           |           |              |         |           |        |
| Oclusiva    | tenuis       | (p ⟨b⟩) | t ⟨d⟩     | ts ⟨dz⟩   | tɬ ⟨dl⟩   | tʃ ⟨j⟩       | k ⟨g⟩   | kʷ ⟨gw⟩   | ʔ ⟨’⟩  |
| Oclusiva    | aspirated    |         | tʰ ⟨t⟩    | tsʰ ⟨ts⟩  | tɬʰ ⟨tł⟩  | tʃʰ ⟨ch⟩     | kʰ ⟨k⟩  | kʷʰ ⟨kw⟩  |        |
| Oclusiva    | ejective     |         | tʼ ⟨t’⟩   | tsʼ ⟨ts’⟩ | tɬʼ ⟨tł’⟩ | tʃʼ ⟨ch’⟩    | kʼ ⟨k’⟩ | kʷʼ ⟨kw’⟩ |        |
| Fricativa   | voiced       |         |           | z ⟨z⟩     | ɮ ⟨l⟩     | ʒ ⟨zh⟩       | ɣ ⟨gh⟩  |           |        |
| Fricativa   | voiceless    |         |           | s ⟨s⟩     | ɬ ⟨ł⟩     | ʃ ⟨sh⟩       | x ⟨x⟩   |           | h ⟨h⟩  |
| Aproximante | voiced       |         | ɾ ~ ɹ ⟨r⟩ |           |           | j ⟨y⟩        |         | w ⟨w⟩     |        |
| Aproximante | voiceless    |         |           |           |           |              |         | ʍ ⟨wh⟩    |        |

### Vocales
El idioma utiliza vocales largas, cortas y nasales, y lase en la escritura, junto con el tono bajo: 
|             |       | Frente | Frente  | Central | Central | Atrás | Atrás   |
| corto       | largo | corto  | largo   | corto   | largo   |       |         |
| ----------- | ----- | ------ | ------- | ------- | ------- | ----- | ------- |
| Cerca       | oral  | i ⟨ı⟩  | iː ⟨ıı⟩ |         |         |       |         |
| Cerca       | nasal | ĩ ⟨ı̨⟩  | ĩː ⟨ı̨ı̨⟩ |         |         |       |         |
| Cerca-medio | oral  | e ⟨e⟩  | eː ⟨ee⟩ |         |         | o ⟨o⟩ | oː ⟨oo⟩ |
| Cerca-medio | nasal | ẽ ⟨ę⟩  | ẽː ⟨ęę⟩ |         |         | õ ⟨ǫ⟩ | õː ⟨ǫǫ⟩ |
| Abierto     | oral  |        |         | a ⟨a⟩   | aː ⟨aa⟩ |       |         |
| Abierto     | nasal |        |         | ã ⟨ą⟩   | ãː ⟨ąą⟩ |       |         |

- Las vocales nasales están marcadas por un ogonek (llamado wı̨ghǫą, 'su naricita'), por ejemplo, ą
- El tono bajo se marca con un acento grave (llamado wets'aà, 'su sombrero', en Tłı̨chǫ Yatıı̀), por ejemplo, à .
- El tono alto nunca se marca.
- La letra 'i' se escribe sin punto (título).

## Gramática
Tipológicamente, es un lenguaje polisintético y aglutinante para marcar núcleo, pero muchos de sus afijos se combinan en contracciones más parecidas a lenguajes fusionales. El orden canónico de las palabras es SOV. Las palabras se modifican principalmente mediante prefijos, lo cual es inusual para un lenguaje SOV (se esperan sufijos).
Al igual que el español y el portugués, tiene dos verbos similares al inglés 'be'. Uno se utiliza para formas de ser más dinámicas o temporales; el otro para propiedades más permanentes e inmutables. Por ejemplo, nàzèe-dǫǫ̀ ts'ı̨ı̨lı̨ y nàzèe-dǫǫ̀ ats'ı̨ı̨t'e significan 'somos cazadores', pero el primero significa que los hablantes son actualmente cazadores (por ejemplo, parte de un grupo de caza), mientras que el segundo implica que la caza es su profesión habitual.
Además de verbos y sustantivos, en Tłıchǫ hay pronombres, clíticos de diversas funciones, demostrativos, numerales, posposiciones, adverbios y conjunciones. La clase de adjetivos es muy pequeña, probablemente alrededor de dos docenas de palabras: la mayoría de las palabras descriptivas son verbos más que adjetivos.

## Ejemplos
Palabras y frases de ejemplo: 
- Tłı̨chǫ got'ı̨ı̨̀ – gente tlicho
- tłı̨ – perro
- tłı̨cho – costilla de perro
- łıwe / łıe – pez
- detʼǫ – pato
- eyè – huevo
- ejietʼò – leche
- dìga – lobo
- tʼooh – álamo
- deh – río
- elà – canoa
- dı – isla
- kwe – roca
- sìh or shìh – monte
- tı – lago
- zhah – nieve
- chǫ or tsǫ – lluvia
- ło – humo
- kǫ̀ – casa
- degoo – blanco
- dezǫ – negro
- dekʼo – rojo
- dǫ nàke laànì nàtso – fuerte como dos personas